# Schapelle Corby

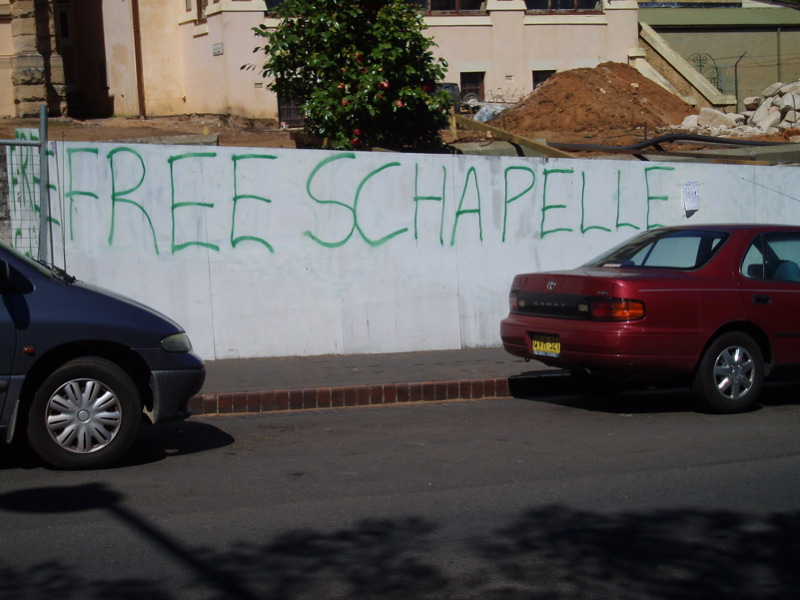
Schapelle Leigh Corby es una mujer australiana que fue condenada a 20 años de prisión por tráfico de drogas en Indonesia. Pasó nueve años encarcelada en la prisión de Kerobokan, en la isla indonesia de Bali.

Schapelle Leigh Corby (Gold Coast, 10 de julio de 1977) es una mujer australiana que fue condenada a 20 años de prisión por tráfico de drogas en Indonesia. Pasó nueve años encarcelada en la prisión de Kerobokan, en la isla indonesia de Bali. Desde el arresto, Corby sostuvo públicamente que las drogas fueron puestas en el bolso de su bodyboard sin que ella lo supiera. Su juicio y condena fueron un tema de interés en los medios australianos.
Corby fue condenada el 27 de mayo de 2005 por la importación de 4,2 kg (9,3 libras) de cannabis hacia Bali, Indonesia.
Fue sentenciada a 20 años de prisión por la Corte del Distrito de Denpasar y encarcelada en la prisión de Kerobokan. En la apelación, su condena y sentencia fueron confirmadas con carácter definitivo por la Corte Suprema de Indonesia. Ante esto, en marzo del 2010 Corby pidió clemencia al presidente de Indonesia, Susilo Bambang Yudhoyono, por motivos de enfermedad mental. En mayo del 2012 se le concedió una reducción de cinco años de su condena. El 10 de febrero de 2014 fue puesta en libertad condicional, después de pasar nueve años en prisión, aunque no se le permitió salir de Indonesia hasta julio de 2017. En junio de 2008, en Australia, Nine Network lanzó un documental de dos partes sobre el caso de Schapelle Corby llamado The Hidden Truth (La verdad oculta). Una versión editada del documental fue llamado Ganja Queen y transmitido por HBO en Sudamérica y Norteamérica, antes de ser lanzado en DVD.

## Arresto
El 8 de octubre de 2004, Corby fue aprehendida por los agentes de la aduana en el Aeropuerto de Nghurah Rai en su llegada a Bali. Corby fue encontrada con 4.2 kg de marihuana en su bolso abierto. El oficial aduanero Gusti Nyoman Winata alegó que ella trató de impedirle abrir el compartimiento del bolso que tenía la marihuana. Corby negó esta alegación durante el juicio, diciendo que fue ella originalmente quien abrió el bolso después de que Winata le pregunta cuál bolso era.
Corby asegura que no tenía conocimiento sobre las drogas. Su defensa se centró en la teoría de que ella fue usada sin su intención ni conocimiento como contrabandista y portadora de drogas, por una supuesta autopista de tráfico de drogas entre Brisbane y Sídney en Australia.

### Defensa
Los abogados de Schapelle argumentaron que ella no sabía del cannabis (marihuana) hasta que los oficiales de aduana en el aeropuerto la encontraron. Reclamaron que los portadores de equipaje en Brisbane podrían haber puesto el cannabis en su bolso sin su conocimiento, actuando como parte de una red de contrabando de drogas.
Tres de los acompañantes de viaje de Corby, atestiguaron en la corte y dijeron que vieron a Corby empacar un bolso antes de dejar el aeropuerto y que solo estaba su equipaje adentro. También dijeron que Corby abrió por sí misma el bolso al oficial de la aduana.
Se hizo una película sobre su historia, titulada en español Un sueño roto